# Liste von Erdbeben in Deutschland

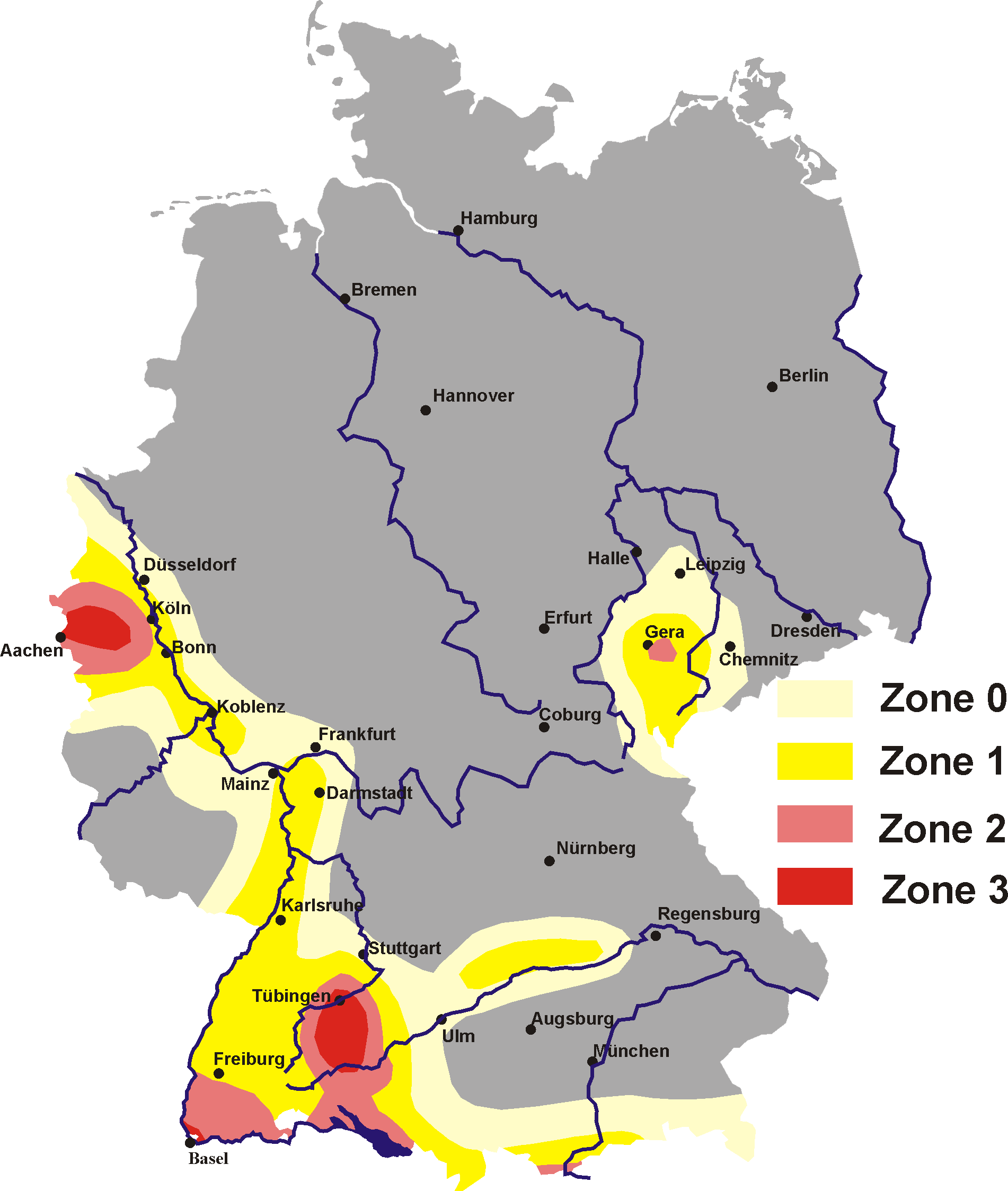
Die Erdbebenzonen in Deutschland

Diese Liste von Erdbeben in Deutschland führt Erdbeben auf ab einer Magnitude von 3,7 auf der Richterskala bzw. Intensität V oder bei besonderem überregionalem Interesse, die sich im Gebiet des heutigen Deutschland ereignet haben oder deren Auswirkungen Deutschland betrafen.

## Überblick
Deutschland liegt mitten auf der Eurasischen Kontinentalplatte. Die nächste Plattengrenze, in deren Nähe die meisten der Erdbeben entstehen, ist relativ weit entfernt. Somit haben die Erdbeben in Deutschland eine relativ geringe Stärke und stellen im internationalen Vergleich nur kleine Ereignisse dar. Dennoch betreffen sie die Einwohner der Erdbebenzonen Deutschlands (siehe Karte) und können schwere Schäden sowie Tote und Verletzte nach sich ziehen.
Zentren der Erdbebenhäufigkeit in Deutschland liegen:
- im Erdbebengebiet Kölner Bucht,
- südlich von Tübingen auf der Schwäbischen Alb bei Albstadt,
- im südlichen Rheingraben sowie
- in der Umgebung von Gera.

## Erdbebenaufzeichnung
Bis etwa 1930 wurde die Stärke von Erdbeben ausschließlich mit Hilfe makroseismischer Skalen beschrieben, die Erdbeben anhand ihrer sichtbaren Auswirkungen einteilen, also ihre Intensität bewerten. Bekanntestes Beispiel einer solchen Intensitätsskala ist die Mercalliskala. Bei historischen Erdbeben sind oft Aufzeichnungen von Opferzahlen und Beschreibungen von Erdbebenschäden bekannt, aus denen sich die Intensität ungefähr bestimmen lässt. Die Schäden hängen sehr von den örtlichen Gegebenheiten ab; je nach Untergrund, Bauweise von Gebäuden und anderen Einflüssen können die Auswirkungen sich auf engstem Raum stark unterscheiden. Die objektive Stärke eines Erdbebens, also die von ihm freigesetzte Energie, konnte erst nach der Entwicklung von Seismometern und weiterer Forschung aus den aufgezeichneten Seismogrammen berechnet werden.
Seit etwa 1896 liegen für alle Erdbeben der Magnitude ≥ 7,0 Seismogramme vor. Seit Anfang des 20. Jahrhunderts wurden Erdbeben in nationalen und internationalen Katalogen erfasst und veröffentlicht. Die systematische Erfassung aller Beben durch instrumentelle Messung wurde in Europa je nach Land erst zwischen 1950 und 1970 begonnen.
Eine Umrechnung von Intensitäten in Magnituden ist mit erfahrungsbasierten Formeln möglich, jedoch nur unter meist größeren Unsicherheiten. Damit ist der direkte Vergleich von instrumentell aufgezeichneten und historischen Erdbeben nur beschränkt möglich.

## Liste
| Legende |                                |
| K:      | Koordinaten                    |
| T:      | Tiefe des Erdbebenherdes in km |
| M:      | Magnitude                      |
| I:      | Intensität                     |
| Q:      | Quelle der Informationen       |
| Datum         | Epizentrum                                                                                | K                   | Beschreibung | T     | M       | I        | Q                           |
| ------------- | ----------------------------------------------------------------------------------------- | ------------------- | --- | ----- | ------- | -------- | --------------------------- |
| 1073          | Dänemark                                                                                  |                     | Erdbeben im südlichen Dänemark, in den Annalen des Klosters Esrom für 1077 berichtet (Das Territorium Herzogtum Schleswig umfasste im Wesentlichen das heutige Nordschleswig (Dänemark) und Südschleswig (Deutschland)). | –     |         |          | [ 3 ]                       |
| 24. Nov. 1346 | Gera                                                                                      | 50.880556 12.083333 | Erdbeben bei Gera | –     | –       | VIII     | [ 4 ]                       |
| 18. Okt. 1356 | Basel                                                                                     |                     | Bei dem Basler Erdbeben 1356 kamen nach historischen Angaben zwischen 100 und 2000 Menschen ums Leben. | –     | 6,2–6,9 | XI–X     | [ 5 ] [ 6 ] [ 7 ] [ 8 ]     |
| 24. Mai 1366  | Gera                                                                                      | 50.880556 12.083333 | Erdbeben bei Gera | –     | –       | VII–VIII | [ 4 ]                       |
| 15. Sep. 1590 | südlich von Neulengbach (Österreich)                                                      |                     | Das Erdbeben von Neulengbach in Niederösterreich war auch in Sachsen spürbar. Im schlesischen Frankenstein (heute Ząbkowice Śląskie), knapp 300 km vom Epizentrum des Bebens entfernt, neigte sich ein Kirchturm, heute bekannt als Schiefer Turm von Frankenstein. | –     | 6,0     | IX       | [ 9 ] [ 10 ] [ 11 ]         |
| 14. Feb. 1648 | Holsteinische Elbmarschen/Uetersen                                                        | 53.6838 9.6674      | Die Naturkatastrophe von Holstein war eine für diese Breiten ungewöhnliche Katastrophe: Es gab ein Erdbeben mit Feuersbrünsten und gleichzeitig einen Orkan mit der Fastelabendsflut. Zwischen Hamburg und Glückstadt wurden viele Gebäude verwüstet, elf Kirchtürme wurden umgeweht bzw. stürzten ein. Dabei kamen viele Menschen ums Leben. Lakonische Notiz aus der Haseldorfer Marsch: „Ein trefflicher Sturmwind“ Chronist Camerer: „Der Sturm, welcher in dieser Gegend um diese Zeit gewüthet, soll viel von einem Erdbeben gehabt haben.“ |       |         |          | [ 12 ] [ 13 ]               |
| 8. März 1728  | Lahr/Kenzingen                                                                            | /                   | |       |         |          | [ 14 ] [ 15 ]               |
| 18. Feb. 1756 | Düren                                                                                     | 50.8 6.483333       | Bei dem Erdbeben bei Düren 1756 kamen zwei Menschen ums Leben. Der Turm der Aachener Augustinerkirche geriet in Schräglage und musste später abgerissen werden. In Aachen brachen mehrere Häuser zusammen, 300 Schornsteine stürzten herab. Eine Kaserne in Jülich wurde zerstört, Spalten taten sich in der Stadtmauer von Düren und in den Wänden von Burg Nideggen und des Klosters Wenau auf. Ein Turm der Stadtmauer von Bad Münstereifel stürzte ein.                                                                                       | 14–16 | 6,4     | VIII     | [ 16 ]                      |
| 19. Jan. 1767 | Im Süden der Grafschaft Lippe, im Bereich der Osning-Überschiebung des Teutoburger Waldes | 51.8981 8.7726      | In Heiligenkirchen wurde der Kirchturm beschädigt, in Schlangen erlebte man um „präcis halb zehn Uhr vor Mittag ein recht fürchterliches Erdbeben, dergestalt, daß alle Häuser unter Aufsprengung der Fenster, Zerschmetterung der Ofens und Hausthüren, auch Eröffnung der Kirchenthür ein dergestaltiges Getöse von sich gegeben“. Aus Oerlinghausen wurden vom Küster „Risse im Kirchengewölbe“ gemeldet. Im Detmolder Schlossgraben „zersprang das sehr dick gefrorene Eis mit großem Krachen“.                                               |       |         | VI–VII   | [ 17 ] [ 18 ]               |
| 3. Sep. 1770  | Alfhausen                                                                                 | 52.501944 7.951389  | Am 3. September ereignete sich in Alfhausen ein Erdbeben mit der Stärke VII. Es gilt als das stärkste bekannte Erdbeben in Norddeutschland. |       |         | VII      | [ 19 ]                      |
| 29. Juli 1846 | 1 km westlich von St. Goar                                                                | 50.15 7.716667      | Erdbeben um 21:24 Uhr Ortszeit. Beschädigte Gebäude | 11    |         | VII      | [ 20 ] [ 21 ]               |
| 6. März 1872  | Schmölln                                                                                  | 50.895529 12.353393 | Das Mitteldeutsche Erdbeben führte zu Schäden an Gebäuden, etwa am Mauerwerk der Burg Posterstein. |       | 5,5     |          | [ 22 ] [ 23 ]               |
| 26. Aug. 1878 | Tollhausen                                                                                | 50.946558 6.525986  | Das Erdbeben von Tollhausen forderte ein Todesopfer und verursachte Giebeleinstürze, Mauerrisse und Kaminschäden. | 8     | 5,9     | VIII     | [ 24 ] [ 25 ] [ 26 ]        |
| 22. Jan. 1896 | Lenzkirch                                                                                 | 47.868056 8.205     | Das Beben ereignete sich um 00:46. Das Epizentrum lag im Lenzkircher Graben einem Seitenast des Bonndorfer Grabens und wurde in Baden und der Schweiz wahrgenommen. |       |         | VI–VII   | [ 27 ]                      |
| 16. Nov. 1911 | Albstadt-Ebingen                                                                          | 48.212778 9.024722  | Das Beben geschah um 22:26 Uhr und richtete erhebliche Sachschäden in Süddeutschland an. 6.250 Gebäude waren betroffen, die Schadenssumme betrug etwa 750.000 Mark. Das Beben von sieben Sekunden Dauer war von Braunschweig bis in die Toskana spürbar. In Konstanz stürzte die Spitze des Münsterturms ebenso herab wie Statuen auf dem Reichspostgebäude. | 10    | 6,1     | VIII     | [ 28 ] [ 29 ]               |
| 25. Juni 1935 | zwischen Herbertingen, Moosheim und Marbach                                               | 48.057 9.4625       | Das Beben geschah um 18:19 Uhr und richtete Sachschäden in mehreren Orten in Oberschwaben an: Insgesamt wurden 6.250 Gebäude beschädigt, der Gesamtschaden wurde auf 750.000 Reichsmark geschätzt. Sowohl in Herbertingen als auch in Kappel wurden die Kirchen zerstört. Das Beben war noch in Wien, Dresden, Koblenz und Genf zu spüren und wurde in Moskau und Beirut registriert. | 8     | 5,6     | VII–VIII | [ 30 ]                      |
| 28. Mai 1943  | Albstadt/Tailfingen-Onstmettingen-Pfeffingen                                              | 48.2633 8.9892      | | 9     | 5,6     | VIII     |                             |
| 14. März 1951 | Euskirchen                                                                                | 50.660833 6.785833  | Das Rheinlandbeben vom 14. März 1951, mit dem Epizentrum 4 km östlich von Euskirchen, ereignete sich an einem Mittwochmorgen um 9:47 Uhr und verursachte erhebliche Schäden. Mehrere Personen wurden verletzt. | 9     | 5,2     | VII–VIII | [ 31 ] [ 32 ] [ 16 ] [ 33 ] |
| 19. Sep. 1965 | Neustadt im Schwarzwald                                                                   | 47.916 8.2127       | | 18    | 4,6     |          | [ 34 ] [ 35 ]               |
| 3. Sep. 1978  | Tailfingen                                                                                | 48.256944 9.016667  | Das Erdbeben auf der Schwäbischen Alb an einem Sonntagmorgen um 6:08 Uhr verursachte Schäden vor allem in Albstadt und Umgebung in Höhe von rund 275 Mio. DM. Unter anderem gab es schwere Beschädigungen an der Burg Hohenzollern. | 6     | 5,7     | VII–VIII | [ 36 ]                      |
| 13. März 1989 | Vacha-Völkershausen                                                                       | 50.798611 10.045833 | Der Gebirgsschlag Völkershausen forderte 6 Verletzte; fast 80 % der Ortsbebauung wurden beschädigt, was einen großflächigen Abriss (unter anderem sämtlicher historischer Gebäude) zur Folge hatte. Bergbaubedingtes Beben. | 1     | 5,6     | VIII–IX  |                             |
| 13. Apr. 1992 | nahe Roermond (Niederlande)                                                               |                     | Beim Erdbeben von Roermond 1992 wackelten die Häuser, Schornsteine und Dachziegel fielen herab, Bäume stürzten um. Mehr als 30 Personen wurden verletzt, die Sachschäden wurden auf deutscher Seite auf etwa 150 Millionen D-Mark beziffert. | 18    | 5,9     | VII      | [ 37 ]                      |
| 11. Sep. 1996 | Teutschenthal nahe Halle-Neustadt                                                         | 51.45 11.8          | keine Verletzten, bergbaubedingtes Beben | 1     | 5,6     | VI–VII   | [ 38 ]                      |
| 21. Okt. 1997 | Lorch                                                                                     | 48.798333 9.688333  | Die Erschütterungen wurden von Stuttgart bis Ulm wahrgenommen | 9     | 3,7     | V        | [ 39 ] [ 40 ]               |
| 21. Juni 2001 | Lauterbach                                                                                | 49.183889 6.744722  | Bergbaubedingtes Erdbeben, keine Schäden im Saarland, im französischen Freimingen-Merlenbach stürzt ein Stollen ein, 7 Bergleute zum Teil schwer verletzt, eine Person stirbt | –     | 3,8     | –        | [ 41 ]                      |
| 23. Juni 2001 | Kerkrade bei Aachen                                                                       |                     | 6 Menschen verletzt, mehrere Schornsteine eingestürzt | –     | 4,0     | –        | [ 42 ]                      |
| 22. Juli 2002 | zwischen Alsdorf und Übach-Palenberg                                                      | 50.8961 6.1345      | keine Verletzten, Schäden am Mosaik der Herz-Jesu-Kirche in Aachen | 10    | 4,8     |          | [ 43 ]                      |
| 22. Feb. 2003 | Vogesen                                                                                   |                     | | 12    | 5,4     | VII–VIII | [ 44 ]                      |
| 22. März 2003 | Zollernalbkreis                                                                           | 48.273611 8.8575    | Es sind Scheiben zu Bruch gegangen und Ziegel von Dächern gefallen |       | 4,2–4,5 |          | [ 44 ]                      |
| 20. Okt. 2004 | Neuenkirchen (Lüneburger Heide)                                                           | 53.033 9.7059       | Keine Verletzten, keine sonstigen Schäden. Mit etwa 30 Sekunden ein recht langes Beben. | 5     | 4,5     |          | [ 45 ]                      |
| 5. Dez. 2004  | Waldkirch im Breisgau                                                                     | 48.094339 7.961204  | Geringe oberflächliche Schäden | 12    | 5,2     |          | [ 46 ]                      |
| 23. Feb. 2008 | Saarwellingen                                                                             | 49.353611 6.806389  | Stromausfälle und Gebäudeschäden, bergbaubedingtes Beben, führte zum unbefristeten Abbaustopp im Saarrevier und zum Ende des Kohlebergbaus im Saarland |       | 4,0–4,5 |          | [ 47 ]                      |
| 5. Mai 2009   | Südlicher Schwarzwald nordöstlich von Lörrach                                             | 47.6684 7.7251      | Schwingungen waren in Baden-Württemberg, dem Elsass und der angrenzenden Schweiz zu spüren |       | 4,5     |          | [ 48 ]                      |
| 14. Feb. 2011 | etwas nördlich von Nassau                                                                 | 50.31 7.8           | Vereinzelt Risse in Hauswänden, teilweise Flucht aus Häusern. | 12    | 4,4     |          | [ 49 ] [ 50 ]               |
| 4. Sep. 2011  | Bad Brambach – Epizentrum bei Nový Kostel (deutsch Neukirchen) (CZ)                       |                     | Das Beben war im Umkreis von 100 km deutlich zu spüren, so unter anderem in Chemnitz, Zwickau und Altenburg. Über Schäden ist nichts bekannt. |       | 4,0     |          | [ 51 ] [ 52 ]               |
| 8. Sep. 2011  | bei Goch                                                                                  | 51.683889 6.161944  | |       | 4,6     |          | [ 53 ]                      |
| 11. Feb. 2012 | bei Zug, Schweiz                                                                          |                     | Erschütterungen in grenznahen Städten Lörrach, Konstanz und Waldshut-Tiengen | 19    | 4,0     |          | [ 54 ]                      |
| 17. Mai 2014  | bei Darmstadt                                                                             | 49.872833 8.651222  | Erschütterungswellen mit einer Dauer von 10 Sekunden im Umkreis von 30–40 km zu spüren, Zeugen berichten von einem Knall und wankenden Hochhäusern, Feuerwehren melden Schäden an mehr als 70 Häusern, Flucht aus den Häusern. | 6     | 4,2     | VII      | [ 55 ] [ 56 ] [ 57 ]        |
| 31. Mai 2014  | Bad Brambach – Epizentrum bei Nový Kostel (CZ)                                            |                     | Das Beben war im Umkreis von 150 km zu spüren, unter anderem in den Landeshauptstädten von Thüringen (Erfurt) und Sachsen (Dresden). Auch in Nürnberg und Sebnitz wurden die Erschütterungen noch wahrgenommen. Es wurden auf tschechischer Seite kleinere Schäden, wie Risse in Mauern und ein eingestürzter Schornstein, gemeldet. | 5     | 4,5     | -        | [ 58 ] [ 59 ]               |
| 30. Juli 2019 | Konstanz, Dettingen-Wallhausen                                                            | 47.74 9.11          | Das Epizentrum lag nördlich von Dettingen-Wallhausen in Konstanz. Das Erdbeben wurde im Umkreis von rund 20 km wahrgenommen. Es wurde niemand verletzt. | 3–4   | 3,7     |          | [ 60 ] [ 61 ]               |
| 4. Nov. 2019  | Schwäbische Alb, Albstadt                                                                 | 48.230556 9.031944  | Das Epizentrum lag etwas nördlich von Albstadt. Das Erdbeben wurde bis nach Schaffhausen wahrgenommen. | 4     | 3,8–3,9 |          | [ 62 ] [ 63 ]               |
| 1. Dez. 2020  | Zollernalbkreis, Burladingen                                                              | 48.290278 9.109444  | Das Epizentrum lag etwas westlich von Burladingen. Das Erdbeben wurde bis nach Tübingen wahrgenommen. | 7     | 3,9     |          | [ 64 ]                      |
| 21. März 2021 | Zollernalbkreis, Jungingen                                                                | 48.3206 9.0266      | Das Epizentrum lag südwestlich von Jungingen. Das Erdbeben wurde auf der Zollernalb und am mittleren Neckar wahrgenommen. Es gab vereinzelte Wahrnehmungsmeldungen aus ganz Baden-Württemberg. | 8     | 3,7     |          | [ 65 ] [ 66 ]               |
| 9. Juli 2022  | Zollernalbkreis, Hechingen                                                                | 48.34 8.92          | Das Epizentrum lag westlich von Hechingen. |       | 4,1     |          | [ 67 ]                      |
| 10. Sep. 2022 | Flaxlanden in Frankreich                                                                  |                     | Das Hypozentrum lag in einer Tiefe von 10 km, südöstlich von Mülhausen in Frankreich. |       | 4,8     |          | [ 68 ] [ 69 ] [ 70 ]        |
| 16. Okt. 2022 | Zollernalbkreis, Jungingen                                                                |                     | Das Hypozentrum lag in einer Tiefe von 7 km. |       | 3,9     |          |                             |
| 25. März 2024 | Niedersachsen, Syke                                                                       | 52.9127 8.8181      | Hypozentrum in 9 km Tiefe verortet, lokalisierte man das Epizentrum 5 km südwestlich von Syke | 9     | 3,7     |          | [ 71 ]                      |
| 27. Juni 2024 | Landkreis Lörrach, Schopfheim                                                             | 47.7 7.96           | Hypozentrum in 7 km Tiefe, stärkstes Erdbeben in Baden-Württemberg seit 2009, spürbar in ganz Baden-Württemberg und der gesamten Schweiz | 7     | 4,2     |          | [ 72 ]                      |